# Schwarzenbachtalsperre

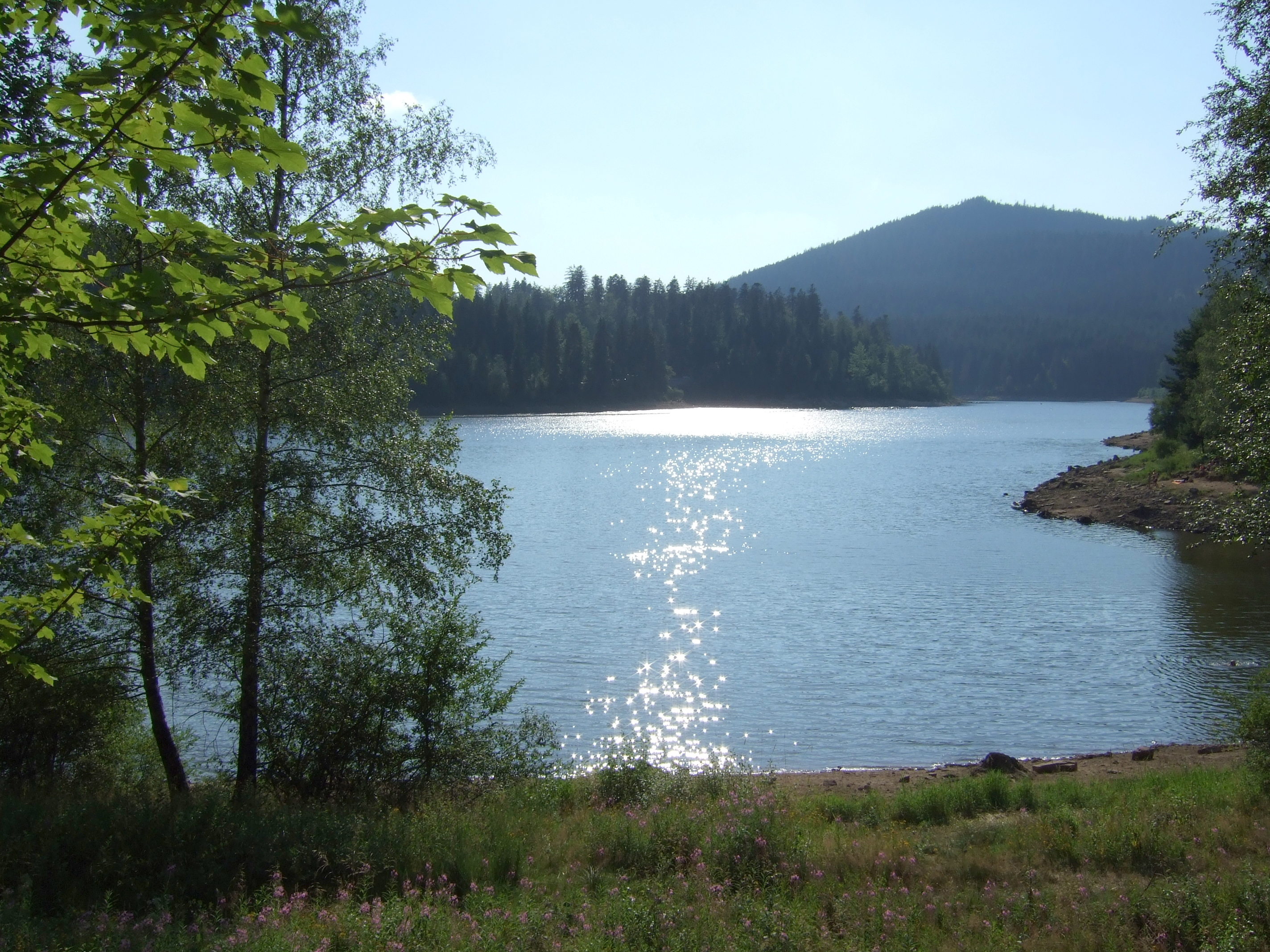
Der Stausee

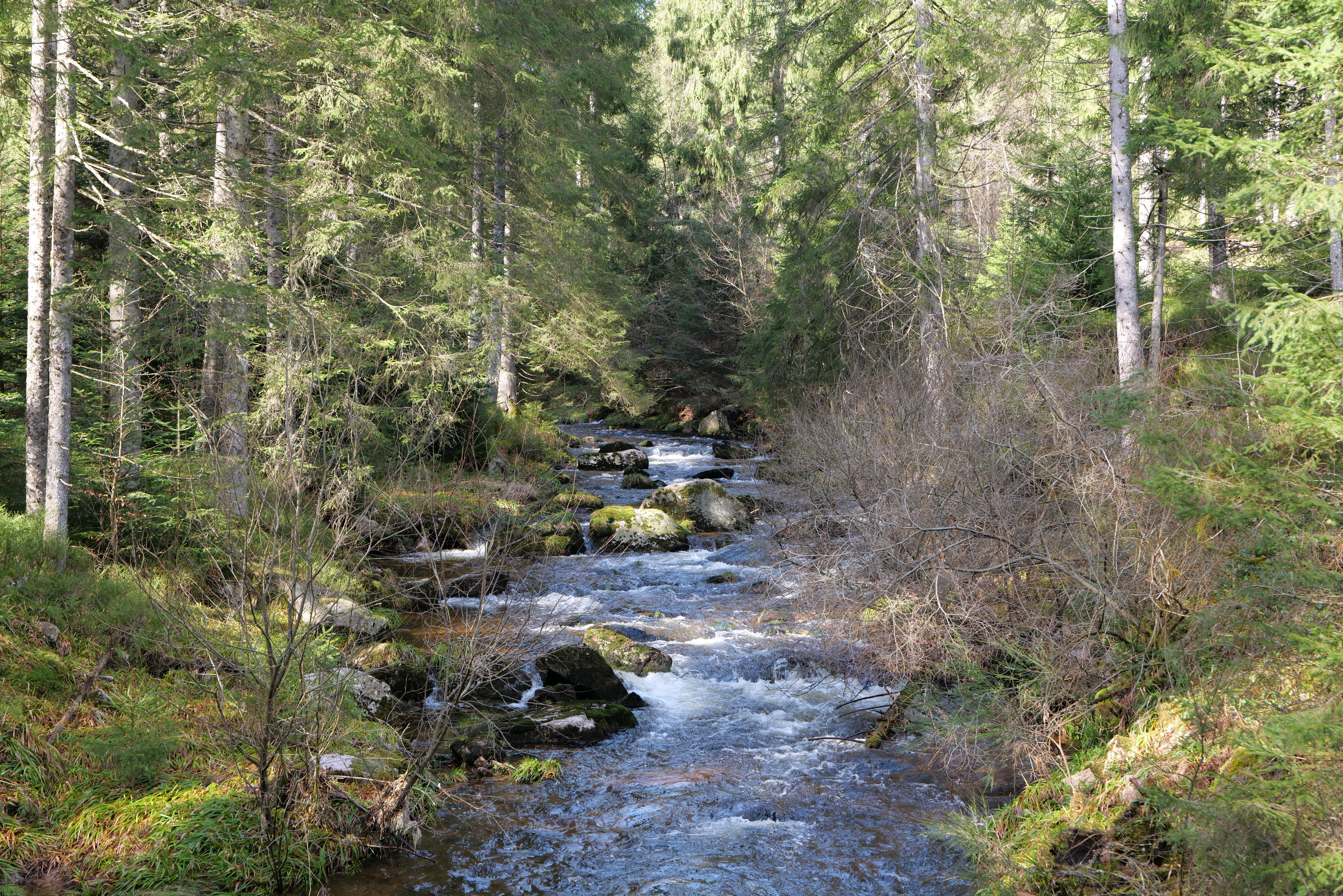
Der Schwarzenbach oberhalb des Sees

Die Schwarzenbachtalsperre bei Forbach im Nordschwarzwald ist das Oberbecken des Pumpspeicherkraftwerks Rudolf-Fettweis-Werk. Betreiber der 1926 fertiggestellten, in einem Seitental des Murgtals gelegenen Talsperre ist die EnBW Kraftwerke AG.
Der Stausee sammelt das Wasser am Ostabhang des niederschlagsreichen Hauptkamms des nördlichen Schwarzwalds, unterhalb von Hornisgrinde, Mehliskopf und Badener Höhe. Der Schwarzenbach und der Seebach werden direkt gestaut, das Wasser der Bäche Biberach und Hundsbach (Quellbäche der Raumünzach) wird per Stollen aus benachbarten Tälern zugeführt. Zudem wird Wasser der Murg aus der Murgtalsperre Kirschbaumwasen in den Stausee gepumpt. Die Anlage dient dem Lastenausgleich in der Energieversorgung. Die Maximalleistung liegt bei 44 MW.

## Funktion
Herrscht ein Überschuss in der Elektrizitätserzeugung, wird Wasser von der tiefer gelegenen Murgtalsperre in Kirschbaumwasen über das Krafthaus in Forbach in die Schwarzenbachtalsperre gepumpt. Bei Energiemangel wird das Wasser aus dem Stausee zur Stromgewinnung für Spitzenlastdeckung über die Wasserturbinen in das Ausgleichsbecken Forbach geleitet.
Über einen Druckstollen von 1,7 km Länge wird das Wasser von der Staumauer zu einem Wasserschloss am Berghang oberhalb des Turbinenhauses Forbach geführt, von wo es oberirdisch in einer ca. 900 Meter langen Druckleitung mit starkem Gefälle zu den Turbinen des Kraftwerks im Tal gelangt.

## Technische Daten
Die Gewichtsstaumauer ist 400 Meter lang und 65 Meter hoch. Der See ist über 2 km lang. Der Auslegungs-Staupegel liegt auf 668,5 Meter ü. NN, dabei speichert der See 14,4 Millionen Kubikmeter Wasser.
Am Grund der Staumauer gibt es einen Grundablass zur Entleerung des Stausees, die 2 Monate und 14 Tage dauert. 24 Öffnungen unterhalb der Dammkrone stellen sicher, dass bei Hochwasser die Mauer nicht überlastet wird. Auf der Seeseite dient ein Wasserentnahmeturm der Wasserentnahme für den Druckstollen.

## Geschichte
Nach der Realisierung der Murgtalsperre und des Murgkraftwerks von 1914 bis 1918 (siehe Geschichte des Rudolf-Fettweis-Werks) bot sich zum weiteren Ausbau der Stromversorgung in Baden das ca. 350 Meter höher als das Murgtal gelegene Schwarzenbachtal für den Bau eines Stausees an.
1922 begann die Badische Landes-Elektrizitäts-Versorgungs AG mit dem Bau der Schwarzenbachtalsperre. Der Wald wurde gerodet, 3 Häuser abgerissen und der gesamte Boden wurde bis auf den Granitfels abgetragen. Für die Gewinnung der Betoneinlagerungen und der Verblendungen der Staumauer wurde ein Granitsteinbruch eingerichtet und eine Schienenverbindung zwischen Steinbruch und Baustelle hergestellt. Alle übrigen Baustoffe mussten mittels eines neu errichteten Schrägaufzugs von der damaligen Endstation der Murgtalbahn hinauf zur Baustelle transportiert werden.
Da es anfangs an Dynamit mangelte, wurde mit flüssiger Luft gesprengt. Zu den Hauptzeiten der Baustelle arbeiteten über 2.000 Mann aus vielen Ländern auf der Baustelle für Deutschlands erste Gussbetontalsperre. Die Staumauer war 1926 nach vier Jahren Bauzeit fertiggestellt. Das Murgkraftwerk in Forbach erfuhr während des Baus der Schwarzenbachtalsperre eine starke Erweiterung.
1935 wurde der Stausee erstmals entleert, um die Staumauer zu warten. Nach Ausbruch des Zweiten Weltkriegs wurde die Schwarzenbachtalsperre zum Ziel alliierter Angriffe; am 19. Juli 1944 wurde die Staumauer bei einer Bombardierung trotz direkter Treffer nur leicht beschädigt, da sie den angreifenden amerikanischen B-24-Bombern nur als Ausweichziel diente und diese nicht mit ausreichend großen Bomben beladen waren.
1952 wurden nach einer erneuten Entleerung des Sees umfangreiche Sanierungen vorgenommen.
Von 1988 bis 1992 wurde der Kontrollgang im Innern der Staumauer verlängert, um den Sohlenwasserdruck besser kontrollieren zu können.
Die letzte Entleerung des Stausees war 1997, sie diente der Sanierung der seeseitigen Mauerfront und des Grundablasses. Der leere Stausee erwies sich während der Sanierungsdauer zeitweise als Publikumsmagnet, nachdem unmittelbar nach der Leerung Münzen, Waffen und weitere Gegenstände aus der Kriegszeit gefunden wurden. Auch von der Unrichtigkeit einer Stadtsage konnte man sich überzeugen, die besagte, dass sich auf dem Grund des Stausees noch alte Gebäude, u. a. ein Kirchturm, dessen Spitze man angeblich je nach Wasserstand sehen könne, befänden.
Im Mai 2009 begann eine erneute Sanierung. Dabei wurde die seeseitige Betonversiegelung der Staumauer erneuert. In dieser Zeit war die Staumauer nicht begehbar. Die Bauarbeiten dauerten bis in den Spätherbst 2010.

## Freizeit
Die Schwarzenbachtalsperre ist ein beliebtes Naherholungsziel innerhalb des Naturparks Schwarzwald Mitte/Nord. Sie ist Ausgangspunkt für Wandertouren und bietet die Möglichkeit zum Baden, Angeln und Windsurfen. An der Staumauer befindet sich ein Hotel (seit 2011 geschlossen), in der Nähe ein Bootsverleih. Auf der Südseite grenzt der Nationalpark Schwarzwald an den Stausee an.

## Verkehr
Oberhalb des Südufers verläuft die Landesstraße 83, welche die Schwarzwaldtälerstraße B 462 bei Raumünzach mit der Schwarzwaldhochstraße B 500 bei Sand verbindet. Auf dieser Strecke verkehrt auch die öffentliche Buslinie 263 Forbach–Bühl des KVV.

Bautechnik und Wartung des Wasserkraftwerks
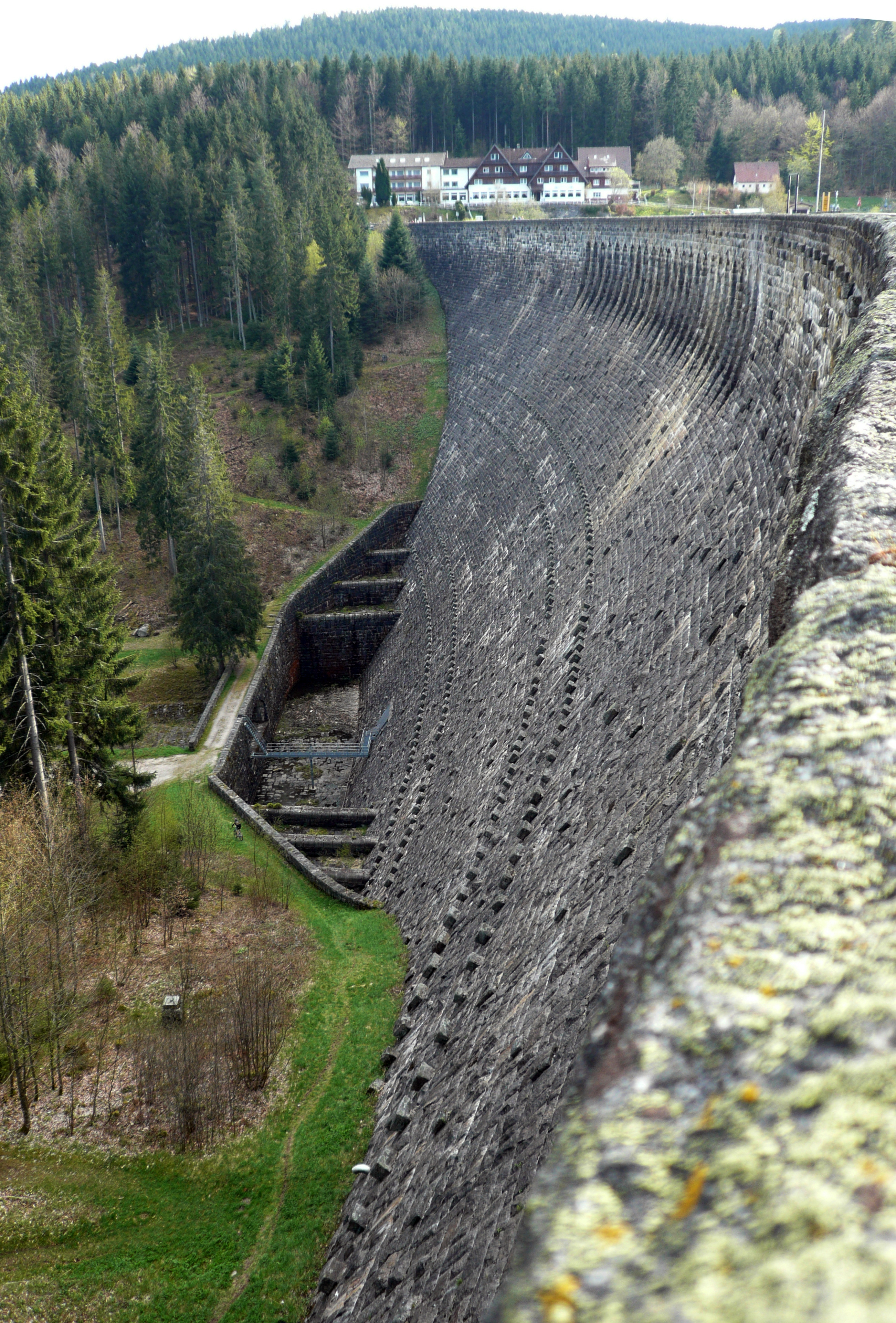
Bruchsteinverkleidete Betonstaumauer; im Süden das Hotel
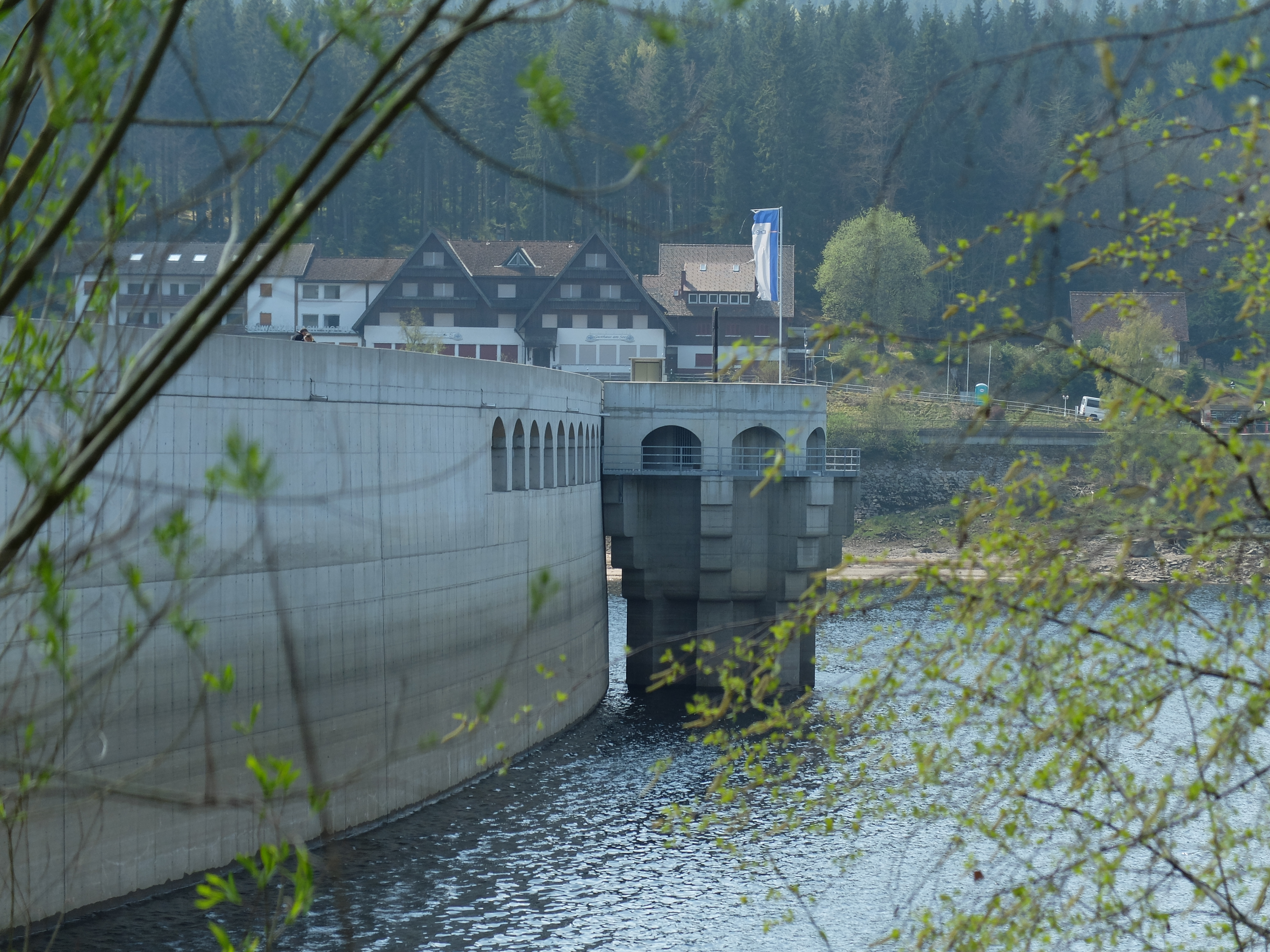
Seeseite der Staumauer mit dem Entnahmeturm
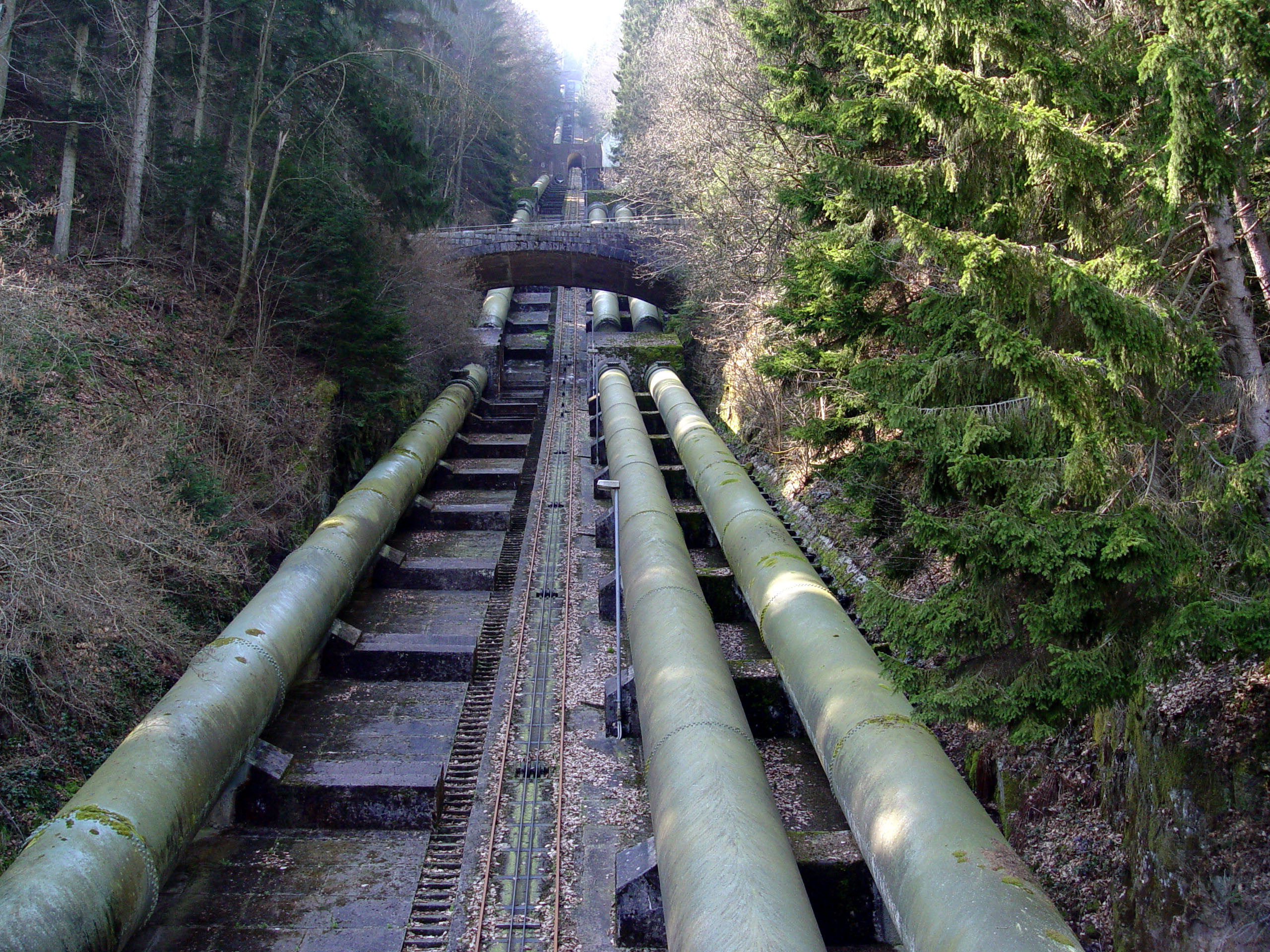
Die Druckrohre führen vom Wasserschloss zum Kraftwerk in Forbach
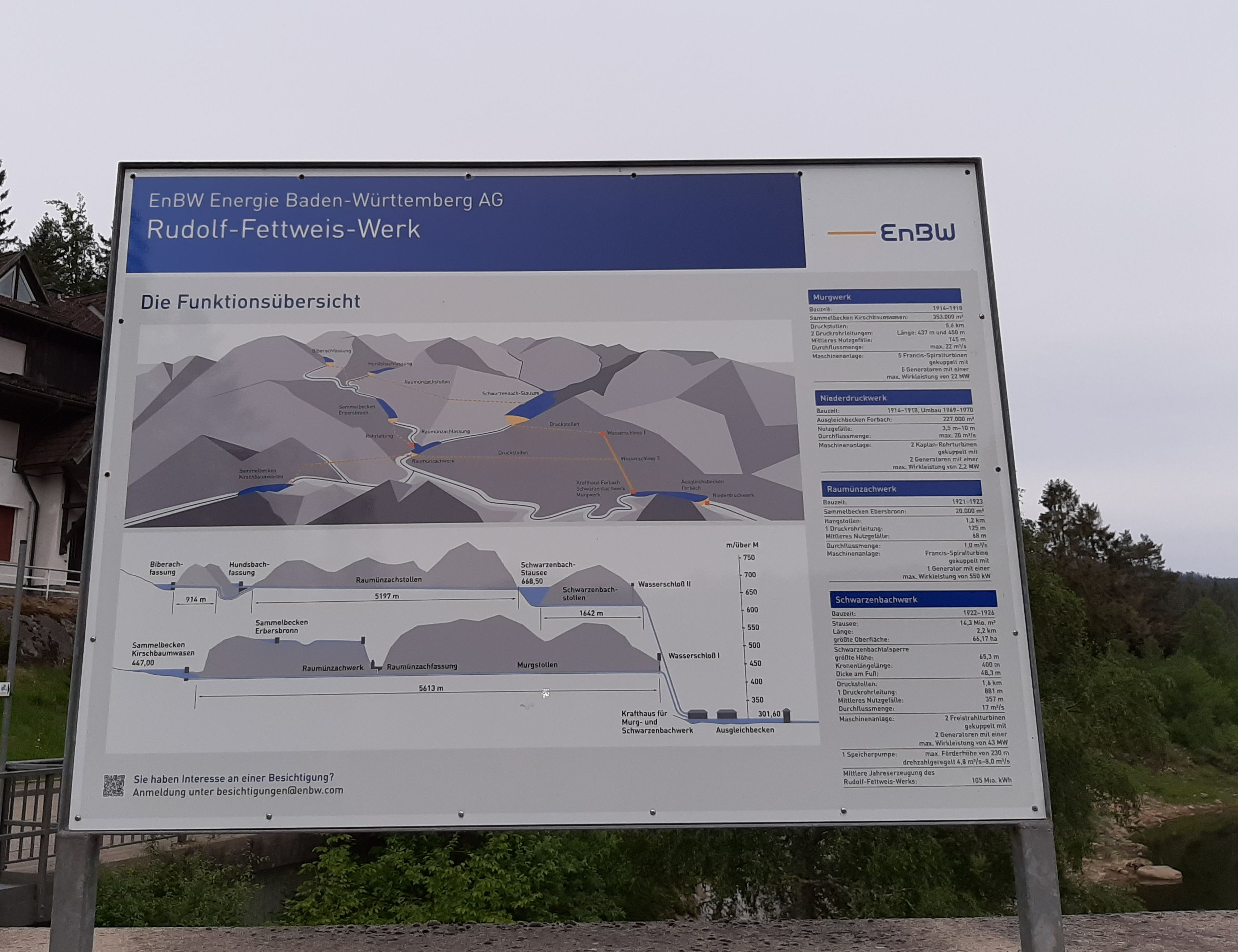
Infotafel über das Rudolf-Fettweis-Werk an der Staumauer
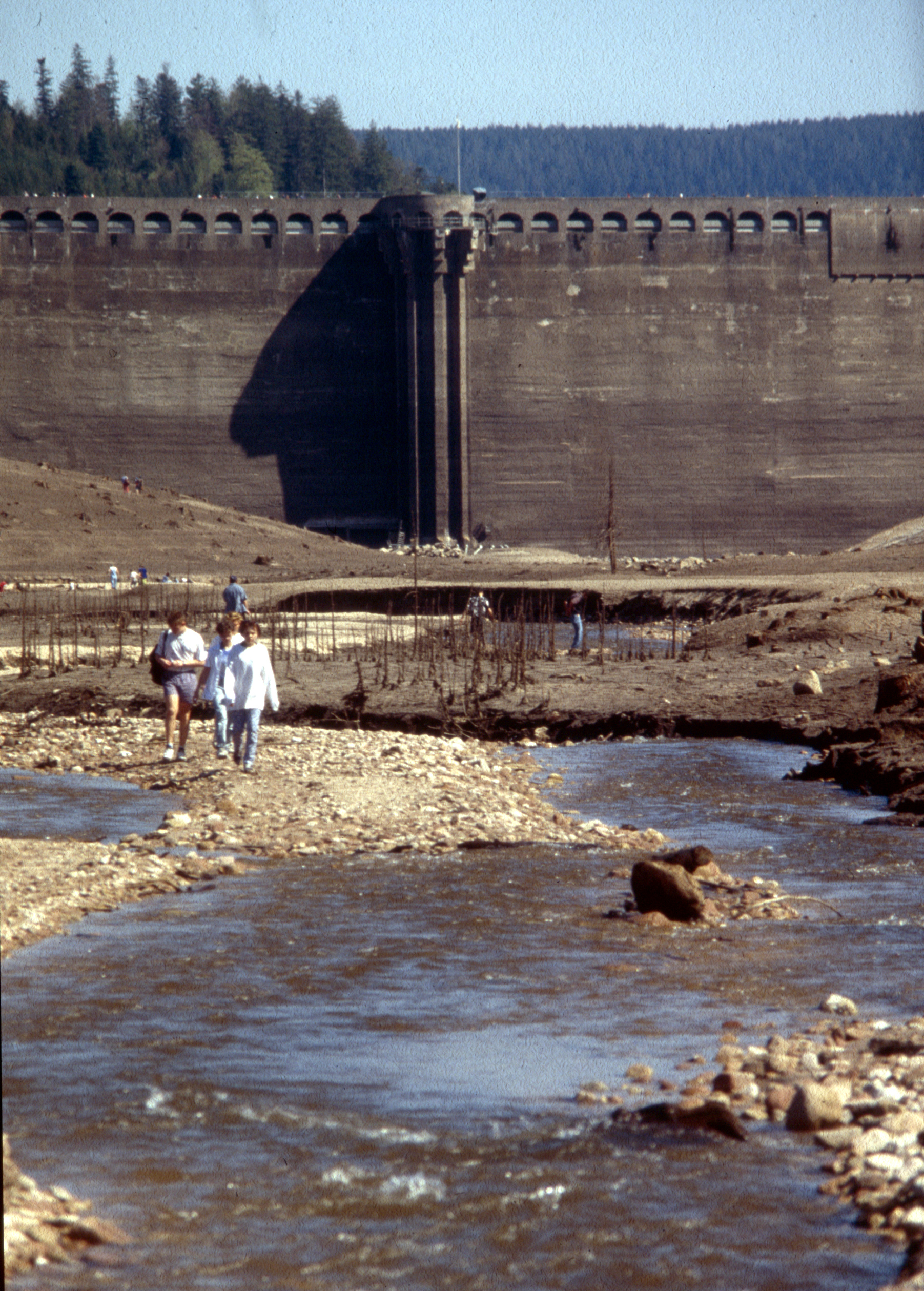
Leerung 1997
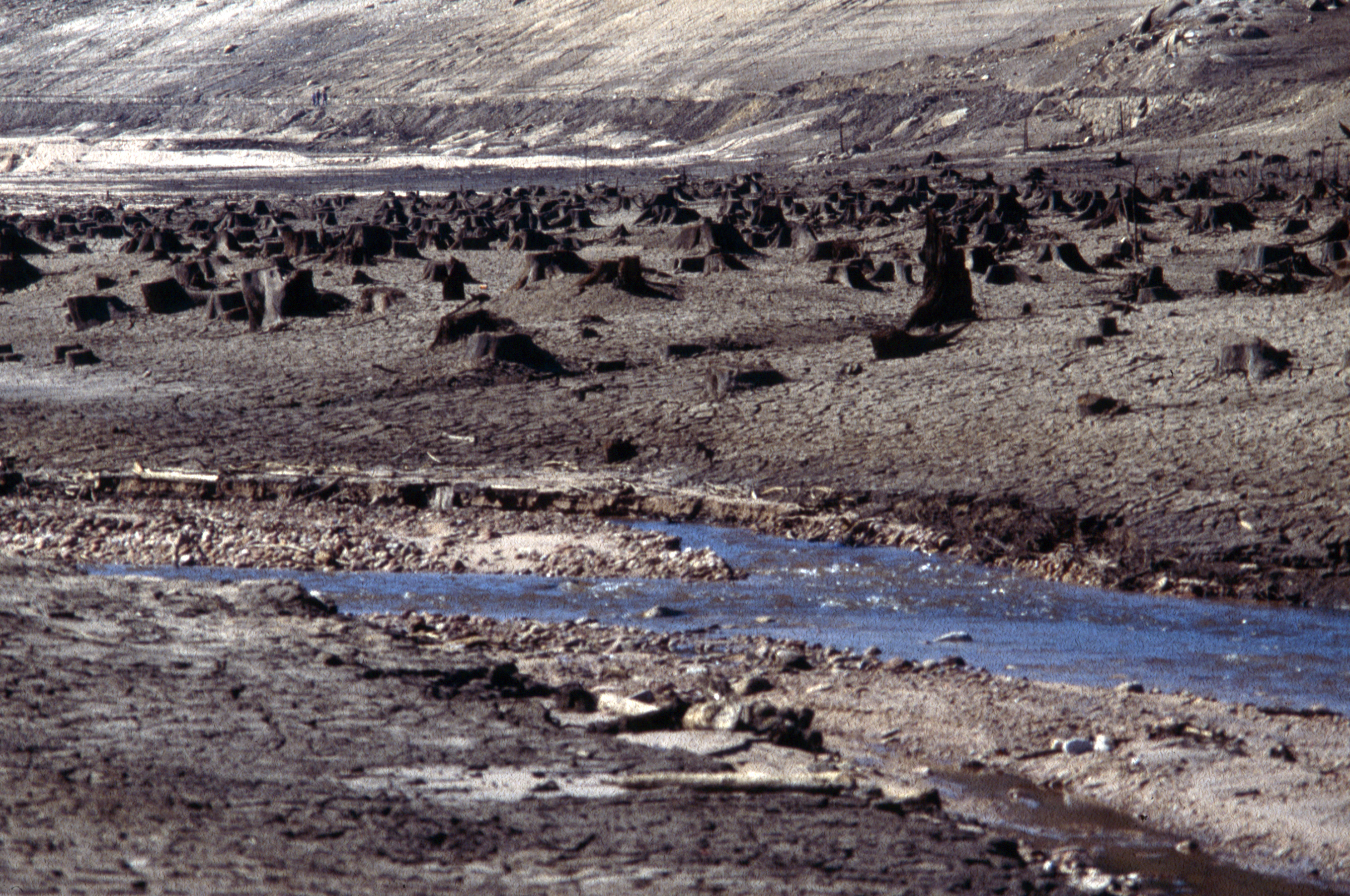
Leerung 1997